# Родригес Молина, Сантьяго
Сантьяго Мариано Родригес Молина (исп. Santiago Mariano Rodríguez Molina; род. 8 января 2000, Монтевидео) — уругвайский футболист, полузащитник клуба «Нью-Йорк Сити».

## Клубная карьера
Родригес — воспитанник столичного клуба «Насьональ». 27 февраля 2019 в матче против «Монтевидео Уондерерс» он дебютировал в уругвайской Примере.
3 ноября 2020 года Родригес перешёл в «Монтевидео Сити Торке», но остался в «Насьонале» в аренде до конца сезона 2020.
9 июня 2021 года Родригес был взят в аренду клубом MLS «Нью-Йорк Сити» до декабря 2022 года. В высшей лиге США он дебютировал 19 июня в матче против «Нью-Инглэнд Революшн», выйдя на замену перед финальным свистком. 30 июля в матче против «Коламбус Крю» он забил свой первый гол в MLS.

## Международная карьера
В 2017 году Родригес в составе юношеской сборной Уругвая принял участие в юношеском чемпионате Южной Америки в Чили. На турнире он сыграл в матчах против команд Чили, Эквадора и Колумбии.
В 2019 году Родригес в составе молодёжной сборной Уругвая принял участие в молодёжном чемпионате мира в Польше.

## Достижения
- Чемпион Уругвая (2): 2019, 2020
- Обладатель Суперкубка Уругвая (1): 2019
- Обладатель Молодёжного Кубка Либертадорес (1): 2018
- Чемпион MLS (обладатель Кубка MLS): 2021